# Vụ đánh bom tại Hà Trạch năm 2015
Vào ngày 20 tháng 7 năm 2015, một người đàn ông đã đánh bom liều chết tại một công viên ở thành phố Hà Trạch, tỉnh Sơn Đông, Trung Quốc. Hai người thiệt mạng ngay lập tức, bao gồm kẻ đánh bom, Giải Hưng Đường, 32 tuổi; 24 người khác bị thương. Một trong những người bị thương sau đó đã tử vong tại bệnh viện. Thủ phạm thất nghiệp và mắc bệnh mãn tính.

## Bối cảnh
Trong những năm trước khi xảy ra vụ đánh bom, một số vụ tấn công liều chết tương tự đã xảy ra ở Trung Quốc. Trong hai lần riêng biệt trong năm 2012, những kẻ tấn công đã đánh bom các văn phòng chính phủ ở các tỉnh Vân Nam và Sơn Đông. Vào tháng 6 năm 2013, một người đàn ông đã phóng hỏa xe buýt ở thành phố Hạ Môn, khiến 46 hành khách và thủ phạm thiệt mạng. Tháng sau, một người đàn ông cho nổ bom tại Sân bay quốc tế Thủ đô Bắc Kinh để phản đối sự tàn bạo của cảnh sát.

## Đánh bom
Vụ đánh bom xảy ra vào tối ngày 20 tháng 7 tại một quảng trường nhỏ ở huyện Thiện, thành phố Hà Trạch. Vào thời điểm xảy ra vụ việc, nhiều người đã tụ tập để xem hý khúc. Địa điểm này là nơi họp mặt của người dân địa phương, thường đến xem các buổi biểu diễn. Vào ngày xảy ra sự cố, vở kịch có thêm một số phân cảnh; hầu hết đám đông vẫn có mặt trước 22:00 (UTC+08:00). Theo tài khoản Sina Weibo chính thức của văn phòng an ninh công cộng Hà Trạch, vào lúc 22:34, một người đàn ông đã kích nổ một vật nghi là bom tự chế tại cổng phía tây của quảng trường. Người dân gần đó cho biết họ cảm thấy rùng mình và ngửi thấy mùi amoni nitrat tại hiện trường. Nhân chứng cho biết ngọn lửa từ vụ nổ cao khoảng 10 mét (33 ft). Các đồ vật và cơ sở kinh doanh gần đó bị hư hại ở các mức độ khác nhau. Một hộp pháo được tìm thấy tại hiện trường, trong đó có chất nổ và bìa cứng.

## Nạn nhân
Ngoài thủ phạm, một người ban đầu tử vong tại hiện trường. Theo Tân Hoa Xã, có 24 người bị thương, trong đó có 3 người bị thương nặng. Sáu người được chuyển đến phòng chăm sóc đặc biệt (ICU) vào đêm xảy ra vụ đánh bom, ba người trong số đó trong tình trạng nguy kịch. Nạn nhân thứ hai tử vong vì vết thương quá nặng trong bệnh viện.
Nhân viên y tế từ một số bệnh viện ở tỉnh Sơn Đông điều trị cho những người bị thương. Hơn 100 bác sĩ được chỉ định để cứu những người bị thương.

## Điều tra
Cơ quan an ninh công cộng huyện Thiện mở một cuộc điều tra ngay sau khi vụ việc xảy ra. Điều này xác định kẻ đánh bom đã kích hoạt chất nổ để tự sát. Loại chất nổ được sử dụng vẫn đang được điều tra, cũng như động cơ của thủ phạm và cách anh ta chế tạo ra quả bom.

### Thủ phạm
Cuộc điều tra xác định thủ phạm là Giải Hưng Đường (tiếng Trung: 解兴堂; bính âm: Jiě Xìngtáng; sinh tháng 8 năm 1982), một người đàn ông 32 tuổi đến từ thị trấn Phú Cương thuộc huyện Thiện. Hưng Đường thất nghiệp và sống độc thân vào thời điểm xảy ra vụ việc. Anh ta mắc bệnh xơ gan cổ trướng mãn tính; mặc dù anh ta đã cố gắng điều trị, nhưng tình trạng của Hưng Đường chuyển biến xấu đi trước khi vụ việc xảy ra.
Giải Hưng Đường học đại học ở Thanh Đảo; sau khi tốt nghiệp, anh bị xơ gan do uống nhiều rượu bia tại nơi làm việc. Anh sống trong hoàn cảnh nghèo khó với cha mẹ già của mình. Gia đình lâm vào cảnh nợ nần chồng chất do những đợt điều trị y tế với chi phí cao. Vào năm 2012, Hưng Đường và bạn gái quyết định phá thai vì gia đình không đồng ý. Sau năm 2013, chính quyền địa phương và ủy ban Đảng Cộng sản Trung Quốc bắt đầu cung cấp các khoản trợ cấp sinh hoạt tối thiểu, an sinh xã hội và quỹ cho gia đình của Hưng Đường. Dân làng đã nhìn thấy Hưng Đường vài ngày trước khi vụ việc xảy ra; họ cho biết anh ta trông có vẻ không có biểu hiện gì bất thường.